# McGraw
McGraw – wieś w Stanach Zjednoczonych, w stanie Nowy Jork, w hrabstwie Cortland.